# Big Hits (High Tide and Green Grass)
Big Hits (High Tide and Green Grass) is het eerste officiële compilatiealbum van The Rolling Stones. Het werd eind 1966 uitgegeven door Decca Records in het Verenigd Koninkrijk en door London Records in de Verenigde Staten. Het album, waarop vooral eerdere hitsingles staan verscheen in het Verenigd Koninkrijk zeven maanden later na de Amerikaanse uitgave. De Britse en de Amerikaanse versie hebben verschillende albumhoezen en een andere tracklist.

## Nummers
- Alle nummers zijn geschreven door Mick Jagger en Keith Richards tenzij anders is aangegeven.

Britse tracklist
1. Have You Seen Your Mother, Baby, Standing in the Shadow? – 2:34
2. Paint It, Black – 3:45
3. It's All Over Now (Bobby Womack/Shirley Jean Womack) – 3:27
4. The Last Time – 3:40
5. Heart of Stone – 2:46
6. Not Fade Away (Norman Petty/Charles Hardin) – 1:48
7. Come On (Chuck Berry) – 1:49
8. (I Can't Get No) Satisfaction – 3:43
9. Get Off of My Cloud – 2:55
10. As Tears Go By (Mick Jagger/Keith Richards/Andrew Loog Oldham) – 2:45
11. 19th Nervous Breakdown – 3:57
12. Lady Jane – 3:08
13. Time Is on My Side (Norman Meade) – 2:53
14. Little Red Rooster (Willie Dixon) – 3:05

Amerikaanse tracklist
1. (I Can't Get No) Satisfaction – 3:43
2. The Last Time – 3:40
3. As Tears Go By (Mick Jagger/Keith Richards/Andrew Loog Oldham) – 2:45
4. Time Is on My Side (Norman Meade) – 2:58
5. It's All Over Now (Bobby Womack/Shirley Jean Womack) – 3:26
6. Tell Me (You're Coming Back) – 3:46
7. 19th Nervous Breakdown – 3:56
8. Heart of Stone – 2:50
9. Get Off of My Cloud – 2:55
10. Not Fade Away (Norman Petty/Charles Hardin) – 1:48
11. Good Times, Bad Times – 2:31
12. Play with Fire (Nanker Phelge) – 2:13

## Hitlijsten
Album
| Jaar | Hitlijst             | Notering |
| ---- | -------------------- | -------- |
| 1966 | UK Top 40 Albums     | 4        |
| 1966 | Billboard Pop Albums | 3        |